# Myrmeleon obscurus
Myrmeleon obscurus är en insektsart som först beskrevs av Navás 1912.  Myrmeleon obscurus ingår i släktet Myrmeleon och familjen myrlejonsländor. Inga underarter finns listade i Catalogue of Life.